# Kościół Wszystkich Świętych w Strzelcach
Kościół pw. Wszystkich Świętych w Strzelcach – kościół z 1 poł. XIV wieku znajdujący się w Strzelcach (gmina Marcinowice, powiat świdnicki, województwo dolnośląskie), na terenie diecezji świdnickiej. Kościół parafialny parafii pw. Wszystkich Świętych w Strzelcach.

## Architektura
Kościół w stylu wczesnogotyckim murowany z kamienia łamanego, jednonawowy, z prezbiterium nakrytym sklepieniem krzyżowo-żebrowym, z wieżą.